# 中山武
中山 武（なかやま たけし、1916年5月17日 - 1975年8月18日）は、静岡県出身のプロ野球選手（捕手）。

## 経歴
享栄商業の捕手として1933年春、1934年春夏と甲子園に出場。1934年春はベスト4まで勝ち進んでいる。
1935年に大日本東京野球倶楽部に入団し、第1次アメリカ遠征にも参加した。1936年9月25日には正捕手として沢村栄治とのバッテリーで日本プロ野球初のノーヒットノーランを記録。
1937年に応召され、同年9月に歩兵伍長として戦地で右足大腿部に銃弾が貫通し、重傷を負う。1938年から巨人に復帰するがこの年に入団した吉原正喜の活躍、更に戦争での右足負傷で走ることも難しい状態となり、1939年4月10日の南海戦を最後に引退した。最後の試合では、13-11と乱打戦になった試合で8回からヴィクトル・スタルヒンとのバッテリーとして途中出場。9回2死2塁（走者は俊足の井上康弘だった）の場面で、三遊間を抜ける当たりを打つも、バッターボックスから一歩二歩歩き出したのみで立ち止まってしまい、一塁に駆けることすらできずにアウト（左翼手から遊撃手→一塁手へボールが投げられた）になる（井上はホームに生還したが取り消されて、この回無得点に終わった）という悲しい結末だった。この場面を観戦していた評論家は、後に「この時の中山の表情を、私は40年経った今なお忘れられない」と語っている。
引退後は巨人のマネージャーとしてプロ野球界に残るが、市岡忠男球団代表と衝突して退団した。
戦後は、アマチュア野球や高校野球の指導者になり、静岡県立浜松西高等学校（1948年 - 1949年]）や日本軽金属（1950年 - 1957年）の野球部監督を歴任。1958年には静岡県立清水東高等学校の監督として、夏の甲子園に出場を果たした。1955年から社会人野球協会理事を務め、プロ野球解説者としても活動した。
1975年8月18日に死去。享年59。
息子は、父親である武から遺された沢村栄治のサイン入り写真を所持しており、開運!なんでも鑑定団（テレビ東京系。2010年8月10日放送）に出品したことがある。鑑定額は60万円（本人評価額である30万円の倍の値がついた）だった。
掛川尋常高等小学校時代から注目されていた。静岡県の少年野球では、大友一明（島田商業～大東京～金星）、大野木浜市（中京商業～日立鉱山）、岡田篤治（中京商業～日清紡）、遠藤忠二郎（浜松一中～大東京）等との対戦もあった。小学校の先輩に桜井寅二（中京商業～慶大～愛知産業）捕手、後輩に高塚誠治（岡崎中学～慶大～愛知産業／改姓稲葉）投手がいる。

## 詳細情報

### 年度別打撃成績
| 年 度     | 球 団     | 試 合 | 打 席 | 打 数 | 得 点 | 安 打 | 二 塁 打 | 三 塁 打 | 本 塁 打 | 塁 打 | 打 点 | 盗 塁 | 盗 塁 死 | 犠 打 | 犠 飛 | 四 球 | 敬 遠 | 死 球 | 三 振 | 併 殺 打 | 打 率 | 出 塁 率 | 長 打 率 | O P S |
| --------- | --------- | ----- | ----- | ----- | ----- | ----- | -------- | -------- | -------- | ----- | ----- | ----- | -------- | ----- | ----- | ----- | ----- | ----- | ----- | -------- | ----- | -------- | -------- | ----- |
| 1936春    | 巨人      | 7     | 32    | 27    | 3     | 9     | 2        | 0        | 0        | 11    | 3     | 1     | --       | 1     | --    | 3     | --    | 1     | 0     | --       | .333  | .419     | .407     | .827  |
| 1936秋    | 巨人      | 25    | 81    | 64    | 11    | 14    | 2        | 0        | 0        | 16    | 5     | 1     | --       | 7     | --    | 10    | --    | 0     | 1     | --       | .219  | .324     | .250     | .574  |
| 1938秋    | 巨人      | 1     | 0     | 0     | 0     | 0     | 0        | 0        | 0        | 0     | 0     | 0     | --       | 0     | --    | 0     | --    | 0     | 0     | --       | ----  | ----     | ----     | ----  |
| 1939      | 巨人      | 3     | 4     | 4     | 0     | 0     | 0        | 0        | 0        | 0     | 0     | 0     | --       | 0     | 0     | 0     | --    | 0     | 0     | --       | .000  | .000     | .000     | .000  |
| 通算：3年 | 通算：3年 | 36    | 117   | 95    | 14    | 23    | 4        | 0        | 0        | 27    | 8     | 2     | --       | 8     | 0     | 13    | --    | 1     | 1     | --       | .242  | .339     | .284     | .624  |

### 背番号
- 10 （1936年、1938年 - 1939年）